# Tim Broshog
Tim Broshog (ur. 2 grudnia 1987 w Berlinie) – niemiecki siatkarz, reprezentant kraju, grający na pozycji środkowego. 

## Sukcesy klubowe
Liga belgijska:
- 2016

## Sukcesy reprezentacyjne
Mistrzostwa Świata:
- 2014

Igrzyska Europejskie:
- 2015